# Sophie Viger

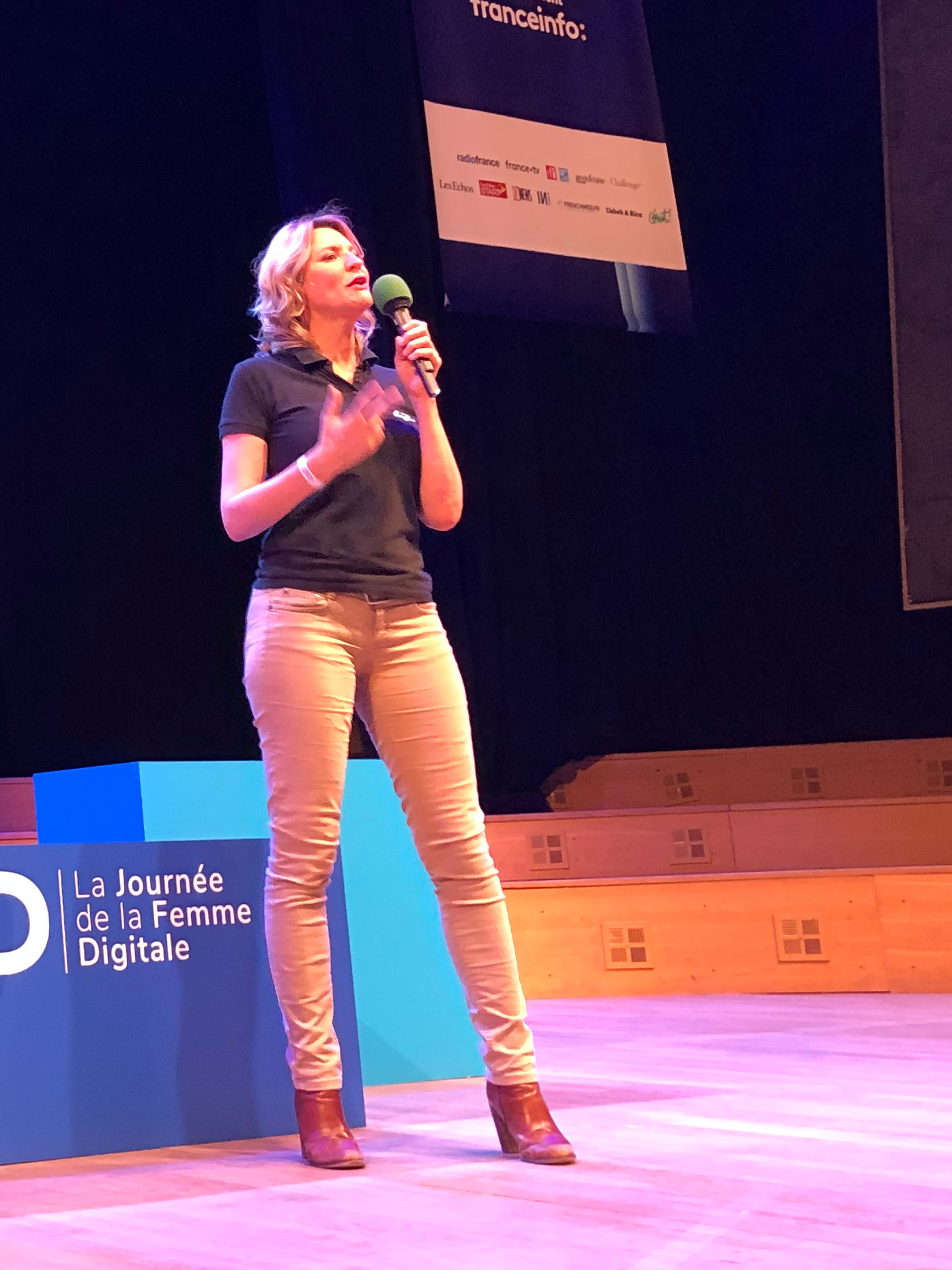
Sophie Viger, 2019

Sophie Viger (* 20. November 1973) ist eine französische freiberufliche Softwareentwicklerin und Dozentin. Seit Oktober 2018 leitet sie die Hochschule École 42, die sich den digitalen Berufen widmet.

## Leben
Sophie Viger ist seit ihrer Kindheit von der Welt der Science-Fiction und der Videospiele fasziniert. Im Alter von sieben Jahren entdeckte sie die Informationstechnik durch den Sinclair ZX81 ihrer Brüder und belegte im Alter von zehn Jahren ihre ersten Kurse der Programmiersprache BASIC in der Schule.
Nach ihrem Abitur am Lycée Jules Ferry in Paris erwarb sie 1993 ein Vordiplom in Biologie an der Université Pierre et Marie Curie und 1998 einen Master in Musikwissenschaft mit Wahlfach Informatik an der Universität Paris-Sorbonne. Danach absolvierte sie eine Ausbildung zur Multimedia-Designerin und entdeckte ihre Berufung zum Unterricht für Computerprogrammierung.

## Karriere
Sophie Viger begann im Alter von 23 Jahren als freiberufliche Softwareentwicklerin und Dozentin an Computerschulen zu arbeiten. Danach wurde sie Leiterin eines Labors für Ergonomie und Technologieüberwachung (Think For), dann eines Vertriebsteams (RMA), bevor sie 2004 eine dreijährige Pause einlegte, um sich ganz um ihre neugeborene Tochter zu kümmern.
Im Jahr 2007 rief sie ONG-TV ins Leben, eine Videopublikationsplattform für Nichtregierungsorganisationen, die es ihnen ermöglicht, ihre Aktionen bei Spendern und Geldgebern zu bewerben. Gleichzeitig war sie von Januar 2008 bis Dezember 2012 pädagogische Leiterin von IESA Multimedia.
Im Jahr 2013 erhielt ihre Karriere eine neue Dimension, als sie ausgewählt wurde, die Web@cadémie zu leiten, eine private Einrichtung zur Selbstausbildung, die von der École pour l’informatique et les nouvelles technologies (EPITECH) und dem Verein Zup de Co gegründet wurde. Sie gründete eine Klasse, die mehrheitlich aus jungen Frauen bestand, um den Frauenanteil des Berufes zu erhöhen. Im folgenden Jahr war sie für die Organisation des Samsung Campus und 2015 für die Leitung der Coding Academy zuständig.
Sie blieb bis Oktober 2018 an der Spitze der drei Institutionen, als sie zur Direktorin der École 42 ernannt wurde und den Mitbegründer Nicolas Sadirac ablöste.
Am 18. Juni 2019 kündigt sie die Schaffung eines Netzes von 20 internationalen Hochschulen an.
Sophie Viger ist Mitglied des Frauenrats der Vereinigung zur Förderung der Gleichstellung der Geschlechter #JamaisSansElles.

## Auszeichnungen
Die Zeitschrift Forbes hat Sophie Viger in ihre Liste der 40 wichtigsten französischen Frauen des Jahres 2019 aufgenommen, weil sie „Exzellenz, Zukunft und die Leidenschaft für das Unternehmertum verkörpern“.
Der Verein StartHer, der ein Barometer für das Fundraising von Frauen anbietet, führt sie als eine der zehn Frauen in der Tech-Branche auf, die man 2019 im Auge behalten sollte.